# NGC 6605
NGC 6605 ist die Bezeichnung eines offenen Sternhaufens im Sternbild Schlange. NGC 6605 hat eine Helligkeit von 6,0 mag. Das Objekt wurde am 31. Juli 1826 von John Herschel entdeckt.